# 心うきうき
『心うきうき』（こころうきうき、ドイツ語: Leichtes Blut）作品319は、ヨハン・シュトラウス2世が作曲したポルカ・シュネル。『浮気心』『浮き立つ心』とも。

## 解説
1867年の年の四旬節第一日曜日であった3月10日に初演された。この日には、シュトラウス3兄弟がこの年の謝肉祭で初演した全楽曲を演奏するならわしであり、この場で新曲として披露された。
調子の良いポルカ・シュネルというより、ギャロップに近いリズムで書かれた小気味の良い壮快な小曲である。